# Watagans-Nationalpark
Der Watagans-Nationalpark ist ein Nationalpark im Osten des australischen Bundesstaates New South Wales, 99 Kilometer nördlich von Sydney und rund 40 Kilometer südwestlich von Newcastle. Er liegt im Bereich der hügeligen Myall Range und Watagan Range. Südöstlich des Parks befindet sich die Kleinstadt Martinsville, etwa 7 Kilometer von der Autobahn Sydney–Newcastle entfernt. Auf der Westseite am Congewai Creek liegt die Kleinstadt Congewai.

## Flora und Fauna
Im Park finden sich warm-gemäßigter Regenwald und feuchte und trockene Eukalyptuswälder.
Das Gebiet des Watagans-Nationalparks wird von Säugetieren, wie zum Beispiel Wallabys, Gleitbeutlern, Possums und Fledermäusen bevölkert. Die Vogelwelt mit über 150 Arten beinhaltet auch vom Aussterben gefährdete Eulen, wie die Powerful Owl, die Sooty Owl, die Masked Owl und die Barking Owl.
Amphibien- und Reptilienarten im Park schließen auch gefährdete Froscharten und die Stephens Banded Snake (Schlange) mit ein.

## Abholzung und Wiederaufforstung
Anfang der 1820er-Jahre zogen die ersten Zedernfäller in die Wälder der Myall Range und Watagan Range. Es folgten Siedler, die Hartholz schlugen, das für den wachsenden Steinkohlenbergbau benötigt wurde. Später wurden Sägewerke, Wege und Industriebahnen gebaut, um das Holz aufzubereiten und aus dem Wald zu bekommen.
Nach der Gründung der Forestry Commission 1916 reservierte man das Gebiet als Staatsforst. In den 1960er- und 1970er-Jahren begann man mit der Wiederaufforstung mit Eukalyptusbäumen (Blue-leafed Stringy Bark und Blackbutt).
1999 wurde der Staatsforst zum Nationalpark erklärt. 